# Yayauhquicintéotl
Yayauhquicintéotl (del náhuatl: yayauhquicinteotl ‘dios del maíz negro’‘yayauhqui, negro; cīntli, maíz; téōtl, dios’) en la mitología mexica, es el dios de las mieses negras o del maíz negro, siendo éste uno de los cuatro dioses del maíz con los siguientes colores determinantes con el blanco, con el amarillo, con el rojo y finalmente con el negro o prieto con el nombre colectivo de los Cinteteo, que se ven formando una procesión en el Códice Borbónico.